# Lithocarpus microlepis
Lithocarpus microlepis är en bokväxtart som beskrevs av Aimée Antoinette Camus. Lithocarpus microlepis ingår i släktet Lithocarpus och familjen bokväxter.
Artens utbredningsområde är Laos. Inga underarter finns listade.